# Сизов, Анатолий Александрович
Анатолий Александрович Сизов (род. 24 сентября 1943, Красноярск) — советский футболист, защитник, полузащитник. В хоккее с мячом и регби — тренер и функционер.

## Биография
Начинал играть в хоккей с мячом в Красноярске в детской команде «Торпедо» (1958) и юношеских командах «Локомотива» (1959—1961).
В первенстве СССР по футболу играл за СКА Новосибирск (1962), «Локомотив» / «Автомобилист» Красноярск (1962—1964, 1965—1966, 1975—1976), дубль «Динамо» Москва (1964—1965), «Локомотив» Москва (6 матчей в классе «А» в 1966 году), «Днепр» Днепропетровск (1967—1969), СКА Киев (1970—1971), «Металлург» Запорожье (1971—1973), «Рубин» Казань и «Кривбасс» Кривой Рог (1974).
Тренер детских футбольных команд «Автомобилиста» (1977—1978). Начальник команды (1978—1984, 1988—2008) и тренер команды по хоккею с мячом «Енисей» Красноярск. Начальник и администратор регбийного клуба «Красный Яр» (2009—2018).